# Marie Kraja
Marie Kraja (Zara, 24 settembre 1911 – Tirana, 21 novembre 1999) è stata un soprano albanese.

## Biografia
Nata nella capitale del Regno di Dalmazia nel 1911 e imparentata con Madre Teresa, si trasferì a Scutari insieme alla famiglia all'età di dodici anni. Dopo gli studi di canto, completati al Kunstuniversität Graz nel 1934, intraprese una carriera di successo come soprano solista in concerti e recital, con un repertorio che spaziava dalla lirica alle canzoni popolari albanese. Insieme a Lola Gjoka incise oltre trecento canzoni. 
Nel 1934 esordì a Vienna, nel 1937 cantò alla Fiera del Levante a Bari, nel 1938 si esibì a Monaco e nel 1939 al Maggio Musicale Fiorentino. Dopo la seconda guerra mondiale si dedicò all'insegnamento al Liceu Artistik Jordan Misja, ma nel 1959 tornò sulle scene per cantare nel debutto mondiale di Mrika, la prima opera lirica in lingua albanese. Per il suo contributo alla musica nazionale, fu nominata artista del popolo. Il "Concorso operistico internazionale Marie Kraja" è chiamato così in suo onore.
Morì a Tirana nel 1999 all'età di 88 anni.